# Anantnag (distrikt)
Anantnāg är ett distrikt i Indien.   Det ligger i unionsterritoriet Jammu och Kashmir, i den norra delen av landet, 600 km norr om huvudstaden New Delhi. Antalet invånare är 1 078 692.
Följande samhällen finns i Anantnāg:
- Anantnag
- Bijbiāra
- Vernāg
- Pahalgām
- Qāzigund